# Festival di Cannes 1978
La 31ª edizione del Festival di Cannes si è svolta a Cannes dal 16 al 30 maggio 1978.
La giuria presieduta dal regista statunitense Alan J. Pakula ha assegnato la Palma d'oro per il miglior film a L'albero degli zoccoli di Ermanno Olmi.
Gilles Jacob è nominato delegato generale, al posto di Maurice Bessy. Ricoprirà questo ruolo fino al 2000, quando sarà nominato presidente del Festival.
In questa sua prima edizione apporta due importanti novità, che resisteranno nel tempo: razionalizza la selezione ufficiale, riducendo il numero di film e raggruppando le tre sezioni non competitive create dal suo predecessore, Les yeux fertiles, L'air du temps e Le passé composé, in un'unica sezione, intitolata Un Certain Regard; introduce un premio per la miglior opera prima in tutte le sezioni, la Caméra d'or.

## Selezione ufficiale

### Concorso
- Tornando a casa (Coming Home), regia di Hal Ashby (USA)
- L'affaire Bronswik, regia di Robert Awad e André Leduc (Canada)
- Violette Nozière, regia di Claude Chabrol (Francia/Canada)
- Kravgi gynaikon, regia di Jules Dassin (Grecia/Svizzera)
- Despair, regia di Rainer Werner Fassbinder (Germania/Francia)
- Ciao maschio, regia di Marco Ferreri (Italia/Francia)
- Los restos del naufragio, regia di Ricardo Franco (Spagna/Messico)
- Bravo maestro, regia di Rajko Grlić (Jugoslavia)
- La donna mancina (Die linkshändige frau), regia di Peter Handke (Germania)
- El recurso del método, regia di Miguel Littín (Francia/Messico/Cuba)
- La mia tenera e gentile bestia (Moy laskovyy i nezhnyy zver), regia di Emil Loteanu (Unione Sovietica)
- Una notte molto morale (Egy erkölcsös éjszaka), regia di Károly Makk (Ungheria)
- Pretty Baby, regia di Louis Malle (USA)
- Una donna tutta sola (An Unmarried Woman), regia di Paul Mazursky (USA)
- Molière, regia di Ariane Mnouchkine (Francia/Italia)
- Ecce bombo, regia di Nanni Moretti (Italia)
- L'albero degli zoccoli, regia di Ermanno Olmi (Italia)
- L'impero della passione (Ai no borei), regia di Nagisa Ōshima (Giappone/Francia)
- Fuga di mezzanotte (Midnight Express), regia di Alan Parker (Gran Bretagna/USA)
- Guerrieri dell'inferno (Who'll Stop the Rain), regia di Karel Reisz (USA)
- Gli occhi bendati (Los ojos vendados), regia di Carlos Saura (Spagna/Francia)
- The Chant of Jimmie Blacksmith, regia di Fred Schepisi (Australia)
- L'australiano (The Shout), regia di Jerzy Skolimowski (Gran Bretagna)
- La spirale (Spirala), regia di Krzysztof Zanussi (Polonia)

### Fuori concorso
- L'ultimo valzer (The Last Waltz), regia di Martin Scorsese (USA)
- Fedora, regia di Billy Wilder (Francia/Germania)

### Un Certain Regard
- Dossier 51 (Le dossier 51), regia di Michel Deville (Francia/Germania)
- Oh i giorni! (Alyam, alyam), regia di Ahmed El Maanouni (Marocco)
- Degas in New Orleans, regia di Gary Goldman (USA)
- Die Rückkehr des alten Herrn, regia di Vojtěch Jasný (Austria)
- Nahapet, regia di Henrik Malyan (Unione Sovietica)
- Un balcon en forêt, regia di Michel Mitrani (Francia)
- Niente male per un uomo (Aika hyvä ihmiseksi), regia di Rauni Mollberg (Svezia)
- Grand hôtel des palmes, regia di Memè Perlini (Italia)
- Ocaña, un retrato intermitente, regia di Ventura Pons (Spagna)
- Coronel Delmiro Gouveia, regia di Geraldo Sarno (Brasile)
- Koko, le gorille qui parle, regia di Barbet Schroeder (Francia)
- The New Klan: Heritage of Hate, regia di Leslie Shatz e Eleanor Bingham (USA)
- Hitler, un film dalla Germania, regia (Hitler - ein Film aus Deutschland) di Hans-Jürgen Syberberg (Germania/Gran Bretagna/Francia)
- L'uomo di marmo (Czlowiek z marmuru), regia di Andrzej Wajda (Polonia)

## Settimana internazionale della critica
- Per questa notte, regia di Carlo Di Carlo (Italia)
- Une brèche dans le mur, regia di Jillali Ferhati (Marocco)
- Jubilee, regia di Derek Jarman (Gran Bretagna)
- Noi due una coppia (En och en), regia di Erland Josephson, Sven Nykvist e Ingrid Thulin (Svezia)
- Miris poljskog cveca, regia di Srdjan Karanovic (Jugoslavia)
- Die frau gegenüber, regia di Hans Noever (Germania)
- Il clandestino, regia di Robert M. Young (USA)
- Roberte, regia di Robert Zucca (Francia)

## Quinzaine des Réalisateurs
- Mafù una terrificante storia d'amore (The Mafu Cage), regia di Karen Arthur (USA)
- The Getting Of Wisdom, regia di Bruce Beresford (Australia)
- Insiang, regia di Lino Brocka (Filippine)
- Chuvas de Verão, regia di Carlos Diegues (Brasile)
- Gamín, regia di Ciro Durán (Francia/Colombia)
- Renaldo and Clara, regia di Bob Dylan (USA)
- Alicia en la España de las maravillas, regia di Jorge Feliu (Spagna)
- Zoo zéro, regia di Alain Fleischer (Francia)
- Maternale, regia di Giovanna Gagliardo (Italia)
- A Santa Aliança, regia di Eduardo Geada (Portogallo)
- Les belles manières, regia di Jean-Claude Guiguet (Francia)
- Der Hauptdarsteller, regia di Reinhard Hauff (Germania)
- I vecchi e i giovani, regia di Marco Leto (Italia)
- La chiamavano Bilbao (Bilbao), regia di Bigas Luna (Spagna)
- The Scenic Route, regia di Mark Rappaport (USA)
- Nel regno di Napoli (Neapolitanische Geschichten), regia di Werner Schroeter (Germania/Italia)
- Oka Oori Katha, regia di Mrinal Sen (India)
- Los Hijos de Fierro, regia di Fernando E. Solanas (Argentina)
- Girlfriends, regia di Claudia Weill (USA)
- Sus Etz, regia di Yaky Yosha (Israele)

## Giuria
- Alan J. Pakula, regista (USA) - presidente
- Franco Brusati, regista (Italia)
- François Chalais, critico (Francia)
- Michel Ciment, critico (Francia)
- Claude Goretta, regista (Svizzera)
- Andrej Končalovskij, regista (Unione Sovietica)
- Harry Saltzman, produttore (USA)
- Liv Ullmann, attrice (Svezia)
- Georges Wakhévitc, scenografo (Francia)

## Palmarès
- Palma d'oro: L'albero degli zoccoli, regia di Ermanno Olmi (Italia)
- Grand Prix Speciale della Giuria: Ciao maschio, regia di Marco Ferreri (Italia/Francia) ex aequo L'australiano (The Shout), regia di Jerzy Skolimowski (Gran Bretagna)
- Prix d'interprétation féminine: Jill Clayburgh - Una donna tutta sola (An Unmarried Woman), regia di Paul Mazursky (USA) ex aequo Isabelle Huppert - Violette Nozière, regia di Claude Chabrol (Francia/Canada)
- Prix d'interprétation masculine: Jon Voight - Tornando a casa (Coming Home), regia di Hal Ashby (USA)
- Prix de la mise en scène: Nagisa Ōshima - L'impero della passione (Ai no borei) (Giappone/Francia)
- Grand Prix tecnico: Pretty Baby, regia di Louis Malle (USA)
- Caméra d'or per la migliore opera prima: Il clandestino, regia di Robert M. Young (USA)
- Premio FIPRESCI: L'uomo di marmo (Czlowiek z marmuru), regia di Andrzej Wajda (Polonia) ex aequo Miris poljskog cveca, regia di Srdjan Karanovic (Jugoslavia)
- Premio della giuria ecumenica: L'albero degli zoccoli, regia di Ermanno Olmi (Italia) ex aequo La spirale (Spirala), regia di Krzysztof Zanussi (Polonia)